# Józef Szmidt
Józef Szmidt (Bytom, 28 de março de 1935 – Comuna de Drawsko Pomorskie, 29 de julho de 2024) foi um atleta polonês, bicampeão olímpico do salto triplo.
Nasceu na Silésia, com o nome de família Jozef Schmidt e após a II Guerra Mundial mudou seu nome e aprendeu polonês.Mecânico de profissão, Szmidt foi duas vezes campeão europeu desta prova, em 1958 e 1962. Em Roma 1960, conquistou seu primeiro título olímpico, com a marca de 16,81m, novo recorde olímpico. Nestes Jogos também participou do revezamento 4x100 m polonês, sem conseguir classificação para as finais. Neste mesmo ano, saltou 17,03m, em Olsztyn, na Polônia, nova marca mundial e o primeiro triplista a ultrapassar a marca de 17 metros.
O segundo título do Canguru Polonês, como era chamado,  depois de uma operação no joelho pouco antes dos Jogos, foi em Tóquio 1964, quando saltou 16,85m, novamente recorde olímpico, para nova medalha de ouro. Ainda participou dos Jogos Olímpicos da Cidade do México, em 1968, onde apesar de conseguir o melhor dos três saltos olímpicos, 16,89m, ficou apenas em sétimo lugar.
Em 1975, Szmidt mudou-se para a então Alemanha Ocidental, onde viveu até 1992. Retornando à Polônia, depois do fim dos governos comunistas, instalou-se no campo com a família, onde comprou vários hectares de terra e cria gado caprino.

## Morte
Szmidt morreu no dia 29 de julho de 2024, aos 89 anos.